# Oldřich Kaiser
Oldřich Kaiser (ur. 16 kwietnia 1955 w Libercu) – czeski aktor, piosenkarz i komik. 
Trzykrotny laureat Czeskiego Lwa dla najlepszego aktora drugoplanowego; jako Edvard Beneš w dramacie biograficznym Masaryk (2016), wujek Edy – Wilk w komedii wojennej Jana Svěráka Boso po ściernisku (Po strništi bos, 2017) i Julo w komediodramacie Martina Šulíka Człowiek z zajęczymi uszami (Muž se zaječíma ušima, 2020).

## Życiorys
Urodził się i wychował w Libercu, gdzie w Podstawowej Szkole Artystycznej (Základní umělecká škola) uczęszczał do koła teatralnego. W 1973 ukończył w Konserwatorium w Brnie, gdzie studiował aktorstwo. W 1978 ukończył studia na Wydziale Teatralnym Akademii Sztuk Scenicznych w Pradze. 
W latach 1977–1985 pracował w Teatrze na Vinohradach, gdzie grał głównie role charakterystyczne, w tym Romea w tragedii Williama Szekspira Romeo i Julia, Dobczyńskiego w sztuce Nikołaja Gogola Rewizor (1982) czy Markiza Dorseta w Ryszardzie III (1983). W 1985 dołączył do Studia Ypsilon w Libercu, gdzie stworzył postać Siemiona Siemionowicza Podsiekalnikowa w komedii Nikołaja Erdmana Samobójca (1988) czy tytułowego bohatera komedii Matěj Poctivý. W latach 1993–1999 grał w Teatrze Narodowym w Pradze, m.in. Jago w Otellu (1998). Następnie związał się z praskim Teatrem Kalich.
Od 1979 wspólnie z Jiřím Lábusem tworzył komediowy i nierozłączny duet. Zrealizowali razem kilka spektakli, m.in.: Może przyjdzie magik (1982) czy improwizowana Rosyjska ruletka (1994). Występował także we własnych programach: Pachtění (1987) i Jsme sví (1988). Kaiser i Lábus stworzyli również odnoszący sukcesy program telewizyjny Zemekoule (2000), w którym parodiowali spikerów telewizyjnych. Od 1991 realizowali niekończące się improwizowane słuchowisko radiowe Tlučhořovi, które w 2015 przekroczyło tysiąc odcinków.

## Życie prywatne
W latach 1980–2005 Kaiser był żonaty z czeską aktorką Naďą Konvalinkovą, z którą ma córkę Karolínę (ur. 25 marca 1983). W 2020 ożenił się z piosenkarką Dášą Vokatą.

## Filmografia
- 1980: Trzydzieści przypadków majora Zemana jako Petr
- 1981: Szpital na peryferiach jako dr Peterka
- 1984: Rumburak jako inżynier Zachariasz
- 1988: Sagarmatha jako Jan, syn
- 2001: Ciemnoniebieski świat (Tmavomodrý svět) jako Machatý
- 2006: Obsługiwałem angielskiego króla (Obsluhoval jsem anglického krále) jako Jan Díte (starszy)
- 2009: Związani (Pouta) jako major Janeček
- 2010: Kuki powraca (Kuky se vrací) jako bezdomny
- 2012: Całujesz jak szatan (Líbáš jako ďábel) jako František
- 2015: Pięćdziesiątka (Padesátka) jako dziadek Bulán
- 2016: Czerwony kapitan jako Vlastimil Miloucký / Czerwony kapitan